# كومينغتون (ماساتشوستس)
كومينغتون (بالإنجليزية: Cummington, Massachusetts)‏ هي بلدة أمريكية تقع في الولايات المتحدة في ماساتشوستس. يقدر عدد سكانها بـ 872 نسمة ومساحتها 59.7 كم2 وترتفع عن سطح البحر 308 متر.

## أعلام
- ويليام كولين برايانت
- ووستر ريد وارنر
- هنري إل. دوز